# Lasioglossum brunneiventre
Lasioglossum brunneiventre är en biart som först beskrevs av James Chamberlain Crawford 1907.  Lasioglossum brunneiventre ingår i släktet smalbin, och familjen vägbin. Inga underarter finns listade i Catalogue of Life.

## Beskrivning
Huvud och mellankropp är ljusgrön till guldgrön, ibland med ett blått skimmer. Antennerna är mörkbruna med en undersida på den yttre delen som är rödbrun till orangegul hos honan, mera rent gul hos hanen. Clypeus är brunaktig med den undre delen med en mässingsfärgad lyster. Vingarna är halvgenomskinliga med ljust brungula ribbor och ljusgula vingbaser. Benen är bruna med rödbruna fötter som hos honan kan övergå till rent gult. Bakkroppen är rödbrun, med bakkanterna på tergiterna och stergiterna genomskinligt, ljust brungula. Arten är liten; honans kroppslängd är 3,7 till 4 mm, hanens knappt 4 mm.

## Utbredning
Lasioglossum brunneiventre förekommer i västra Nordamerika från British Columbia i Kanada söderut till Kalifornien i USA med östgräns i Utah.

## Ekologi
Arten är ettårigt eusocial, det vill säga den bildar samhällen på samma sätt som exempelvis humlor. Boet grävs ut i marken.
Lasioglossum brunneiventre är polylektisk, den flyger till blommande växter från många olika familjer, som korgblommiga växter, slideväxter, törelväxter, strävbladiga växter, dunörtsväxter, vallmoväxter, blågullsväxter samt källörtsväxter. Flygtiden varar från tidig vår till sensommar.